# Estación Vila Prudente
La Estación Vila Prudente es una de las estaciones de la Línea 2 - Verde y de la Línea 15 - Plata del Metro de São Paulo. 

## Características

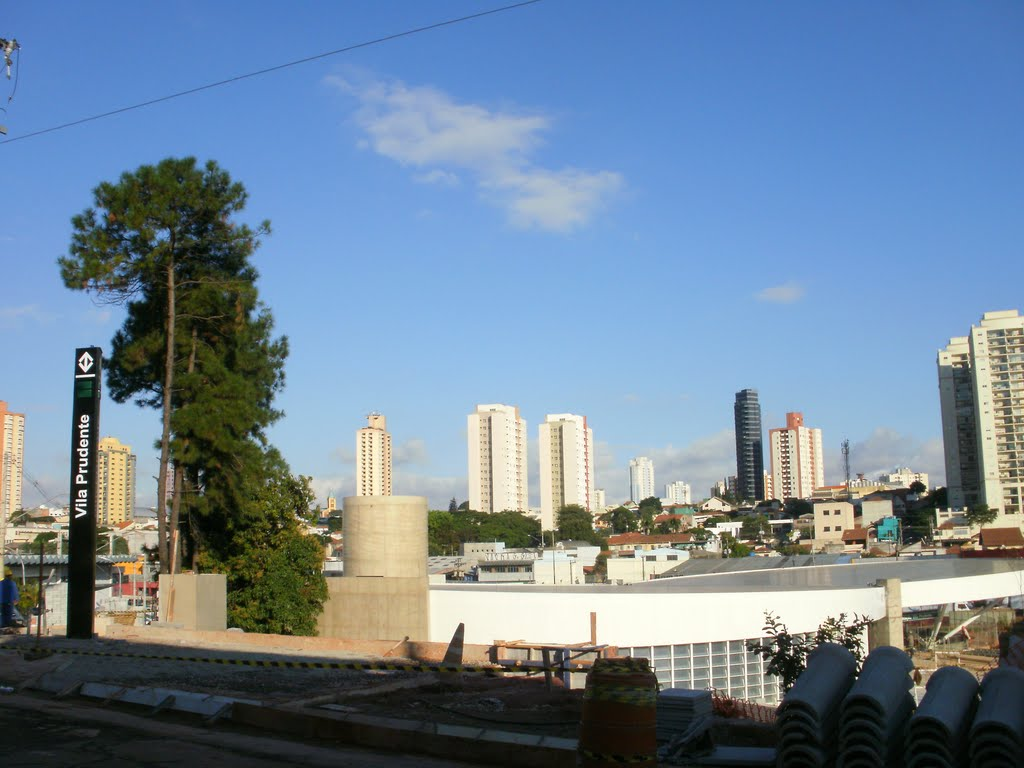
Vista del distrito de Vila Prudente y de la estación

La Estación Vila Prudente está ubicada cerca de la Avenida Luiz Inácio de Anhaia Mello, entre las calles Itamumbuca y Cavour. Fue construida en tres niveles subterráneos y es la primera del Metro de São Paulo en tener iluminación natural en casi toda su extensión. El pronóstico es de que albergue 66 mil pasajeros por día cuando la estación comience a funcionar en horario completo. Está prevista la integración con la futura Línea 15-Plata.

## Historia
Fue prevista la inauguración para marzo de 2010, pero algunos retrasos en las obras impidieron la inauguración, que terminó indefinida hasta ser agendada, con tres días de anticipación, para el 21 de agosto del 2010. El embarque de pasajeros en la estación, sólo comenzó dos días después, un lunes. En ese primer día de operación asistida fueron transportados 7,4 mil pasajeros en seis horas, siendo que más de cien personas se aglomeraron en la puerta de la estación poco antes de que la misma abriese, a las 9:30. Hubo contratiempos: en el primer viaje las puertas de la plataforma no se abrieron de inmediato en la Estación Sacomã, problema resuelto rápidamente, y, la falla más frecuente, fue la falta de alineación entre las puertas de los trenes y las de la plataforma en la estación Vila Prudente, disminuyendo el espacio para el embarque.
Durante la primera semana el horario de operación asistida fue de las 9:30 a 15 horas; a partir de la segunda semana fue extendido para las 16 horas. También, luego de la inauguración de la nueva estación Tamanduateí de la Línea 2 - Verde y de la Línea 10 - Turquesa, la estación Vila Prudente pasó a funcionar de 4:30 a 00:00.

## Tabla
| Sigla | Estación      | Inauguración         | Capacidad     | Integración                                                                           | Plataformas | Posición    | Comentarios                           |
| ----- | ------------- | -------------------- | ------------- | ------------------------------------------------------------------------------------- | ----------- | ----------- | ------------------------------------- |
| VPT   | Vila Prudente | 21 de agosto de 2010 | No Confirmada | Línea 15 - Plata Bilhete Único de SPTrans(2010) Expresso Tiradentes (conexión futura) | Laterais    | Subterránea | Abierta a los pasajeros el 21/08/2010 |

| Sigla | Estación      | Inauguración         | Capacidad     | Integración                                                                          | Plataformas | Posición | Comentarios                           |
| ----- | ------------- | -------------------- | ------------- | ------------------------------------------------------------------------------------ | ----------- | -------- | ------------------------------------- |
| VPM   | Vila Prudente | 30 de agosto de 2014 | No Confirmada | Línea 2 - Verde Bilhete Único de SPTrans(2010) Expresso Tiradentes (conexión futura) | Central     | Elevada  | Abierta a los pasajeros el 30/08/2014 |